# ایسائو یوندا
ایسائو یوندا (به انگلیسی: Isao Yoneda) ژیمناست زادهٔ ۲۰ اوت ۱۹۷۷ میلادی اهل کشور ژاپن است.